# Atenție la gafe
Atenție la gafe (titlul original: în franceză Fais gaffe à la gaffe!) este un film de comedie francez, realizat în 1981 de regizorul Paul Boujenah, după benzile desenate Gaston de belgianul André Franquin, protagoniști fiind actorii Roger Mirmont, Marie-Anne Chazel. Daniel Prévost și François Maistre.
Filmul are particularitatea de a adapta aventurile lui Gaston Lagaffe într-un mod neoficial. Într-adevăr, Franquin, care nu dorea ca banda sa desenată să fie prezentată într-un film, a autorizat folosirea gag-urilor și a situațiilor lui Gaston, dar nu și pe cea a numelor personajelor. Producătorii au ocolit apoi acest refuz prin redenumirea personajelor în timp ce restaurau cu fidelitate gagurile. Gaston este redenumit „G”, Prunelle „Prunus”, Mademoiselle Jeanne „Pénélope” și domnul De Mesmaeker „Mercantilos”. Celebrul gafofon, reprodus fidel, este redenumit „la Gaffinette”.

## Rezumat
G. tocmai a fost dat afară din magazinul unde lucra, din cauza numeroaselor lui gafe, când un accident de mașină cu marele editor Dumoulin îi permite să se alăture editurii sale pentru a-și repara prejudiciul cauzat.

## Distribuție
- Roger Mirmont – G.
- Marie-Anne Chazel – Pénélope
- Daniel Prévost – Prunus
- François Maistre – Dumoulin
- Marco Perrin – Mercantilos
- Lorraine Bracco – Margaux, secretara
- France Rumilly – dna. Soto, administratoarea imobilului
- Francis Lax – agentul de poliție
- Michel Boujenah – șoferul de taxi
- Marc Chapiteau – pianistul de jazz